# Megaselia papayae
Megaselia papayae är en tvåvingeart som beskrevs av Borgmeier 1966. Megaselia papayae ingår i släktet Megaselia och familjen puckelflugor.
Artens utbredningsområde är Texas. Inga underarter finns listade i Catalogue of Life.